# Autel des frères Philènes

Aires d'influence en Méditerranée occidentale vers 509 av. J.-C.

L'autel des frères Philènes est un lieu marquant selon les Anciens la limite entre les Carthaginois et les populations grecques de Cyrène, qui aurait rappelé le sacrifice des frères Philène.

## Localisation
La localisation précise du site reste discutée. Mais, à la suite de Richard George Goodchild, les archéologues s'accordent pour l'identifier au site du Graret Gser et-Trab, lieu-dit localisé à 6 km de la côte et à 2 km au sud de Bir Umm el-Garanigh, dans une légère dépression au nord du plateau du djebel el-Ala,.

## Histoire
Pour décider d'une frontière avec la colonie grecque de Cyrène (actuelle Libye), et au lieu de se lancer dans un nouveau conflit armé, les deux cités seraient convenu que chacune devait envoyer le même jour une expédition qui se devait de longer la côte, la frontière devant se situer au point de rencontre.
Les Carthaginois, conduits par les frères Philène, marchent jour et nuit, si bien qu'ils rencontrent les Cyréniens beaucoup plus près de Cyrène que de Carthage, au fond du golfe de la Grande Syrte (golfe des Syrtes, dans l'actuelle Libye). Les Cyréniens les accusent d'être partis avant la date convenue. Enfin, ils déclarent qu'ils ne reconnaîtront cette frontière que si les frères Philène se font enterrer vivants sur place.
Par dévouement envers leur cité, ceux-ci acceptent, acte que Salluste signale par la présence de l'autel des frères Philène, autels qui n'ont pas laissé de traces et pour lesquels de nombreux débats ont eu lieu dès l'Antiquité, certains auteurs comme Strabon évoquant des colonnes, d'autres comme Pline l'Ancien évoquant des structures naturelles,.
La frontière politique et économique fut durablement établie là, même si les Ve et IVe siècles virent un approfondissement de l'occupation côtière en deçà de celle-ci. La frontière perdurera comme limite interne à l'Empire romain, la représentation du lieu sur la table de Peutinger « étant [pour sa part] purement théorique ». Les autels des Philènes séparèrent la province d'Afrique de la province de Crète et Cyrénaïque (Creta et Cyrenaica), puis la province de Tripolitaine de la province de Libye supérieure (Libya superior) ou pentapole (Libya pentapolis), ainsi que le diocèse d'Afrique du diocèse d'Orient puis, après la partition de celui-ci, du diocèse d'Égypte.

## Sources antiques
- Pseudo-Scylax, Périple, 109[10],[11],[12]
- Polybe, Histoires, p. III, 39, 2[10],[11],[12],[13] et X, 40, 7[10],[11]
- Ptolémée, Géographie, p. IV, 36[12]
- Pline l'Ancien, Histoire naturelle, p. V, 4[12] et 28[10]
- Salluste, Guerre de Jugurtha, p. 79, 19[10],[11],[11],[14],[15]
- Valère Maxime, Faits et dits mémorables, p. V, 6, ext. 4[10],[16],[15]
- Pseudo-Hégésippe, Histoires, p. II, 9, 1[17]
- Pomponius Mela, Chorographie, p. I, 7[10] et 38[15]
- Silius Italicus, Guerre punique, p. XV, 700-701[10],[15]
- Strabon, Géographie, p. III, 5, 5 et XVII, 3, 20[10],[18]
- Stadiasme, 83[10]
- Table de Peutinger[10]